# 1992 DF
1992 DF är en asteroid i huvudbältet som upptäcktes den 25 februari 1992 av de båda japanska astronomerna Seiji Ueda och Hiroshi Kaneda i Kushiro.
Asteroiden har en diameter på ungefär 4 kilometer.